# Niederlangenscheid
Niederlangenscheid ist eine Hofschaft in Halver im Märkischen Kreis im Regierungsbezirk Arnsberg in Nordrhein-Westfalen (Deutschland).

## Lage und Beschreibung
Niederlangenscheid liegt auf 373 Meter über Normalnull nördlich des Halveraner Hauptortes und des größeren Oberlangenscheid. Die weiteren Nachbarorte sind Dicksiepen, Schlechtenbach, Clev und Oeckinghausen. Der Ort ist über eine Stichstraße zu erreichen, die bei Eichholz von der Bundesstraße 229 abzweigt und auch Oberlangenscheid und Dicksiepen anbindet.
Im Ort entspringt ein Zufluss des Bachs Langenscheid, ein Nebenfluss des Schlechtenbachs.

## Geschichte
Niederlangenscheid wurde erstmals 1461 urkundlich erwähnt, die Entstehungszeit der Siedlung wird aber für den Zeitraum zwischen 693 und 750 während der sächsisch-fränkischen Grenzauseinandersetzungen vermutet.
1818 lebten 23 Einwohner im Ort. Laut der Ortschafts- und Entfernungs-Tabelle des Regierungs-Bezirks Arnsberg wurde Niederlangenscheid unter dem Namen Niedern Langenscheid als Hof kategorisiert und besaß 1838 eine Einwohnerzahl von 27, allesamt evangelischen Glaubens. Der Ort gehörte zu dieser Zeit der Gloerfelder Bauerschaft innerhalb der Bürgermeisterei Halver an und besaß zwei Wohnhäuser, zwei Fabriken bzw. Mühlen und zwei landwirtschaftliche Gebäude.
Das Gemeindelexikon für die Provinz Westfalen von 1887 gibt eine Zahl von 29 Einwohnern an, die in drei Wohnhäusern lebten.